# Пономарьов Петро Олексійович
Петро Олексійович Пономарьов (17 червня 1927, смт. Зуївка, тепер Шахтарського району Донецької області — 24 жовтня 1985, місто Донецьк) — український радянський діяч, 1-й секретар Макіївського міськкому КПУ Донецької області, секретар Донецького обкому КПУ, генеральний директор виробничого об'єднання «Артемвугілля». Кандидат у члени ЦК КПУ в 1966—1971 роках. Депутат Верховної Ради УРСР 6—7-го скликання.

## Біографія
Народився в селянській родині. Трудову діяльність розпочав у 1944 році електромонтером на Зуївській ДРЕС Сталінської області.
Закінчив гірничо-будівельний технікум і вищі інженерні курси при Донецькому політехнічному інституті.
Член КПРС з 1953 року.
Працював головним механіком шахти, начальником шахтоуправління, головним інженером тресту «Жовтеньвугілля» Сталінської області.
З 1960 року перебував на відповідальній партійній роботі. До 1962 року — 1-й секретар Харцизького районного комітету КПУ Донецької області.
У травні (затв.) 1962 — січні 1963 року — секретар Донецького обласного комітету КПУ.
У 1963—1968 роках — 1-й секретар Макіївського міського комітету КПУ Донецької області.
26 грудня 1968 — 9 січня 1976 року — секретар Донецького обласного комітету КПУ.
У січні 1976 — 1979 року — генеральний директор виробничого об'єднання «Артемвугілля» Донецької області.
У 1979 — 24 жовтня 1985 року — начальник управління Донецького округу Державного комітету Української РСР по нагляду за безпечним веденням робіт у промисловості й гірничому нагляду (Держгіртехнагляду УРСР).

## Нагороди
- три ордени Трудового Червоного Прапора
- орден «Знак Пошани»
- дві медалі